# Eulomalus coomani
Eulomalus coomani är en skalbaggsart som beskrevs av Thérond 1965. Eulomalus coomani ingår i släktet Eulomalus och familjen stumpbaggar. Inga underarter finns listade i Catalogue of Life.